# Tymion
Tymion est une ancienne ville de Phrygie, en Asie Mineure.
Le site de Tymion est situé actuellement en Turquie, dans le district de Karahallı, province d'Uşak, région égéenne.